# Oncorhynchus rhodurus
Oncorhynchus rhodurus är en fiskart som beskrevs av Jordan och Mcgregor 1925. Oncorhynchus rhodurus ingår i släktet Oncorhynchus och familjen laxfiskar. Inga underarter finns listade i Catalogue of Life.